# 怒火之翼
怒火之翼（Wings of Wrath）是西莉亚·S·弗里德曼创作的奇幻小说《术师三部曲》（The Magister Trilogy）中的第二部。《科幻世界译文版》在2012年6月和8月连载了本作的中文版，译者付鹏。

## 故事背景
《怒火之翼》的故事背景近似欧洲中世纪，书中称为“列王第二纪”。当时的世界分裂成许多割据的小国家，包括：
- 高地王国（the High Kingdom）：本作剧情的主要发生地。南方最强大的国家。在国王单顿治下，统一了南方诸国。
- 北方神使之国（Kierdwyn）：由传说中对抗噬灵鸟的神使建立的国度。封印噬灵鸟的天雷柱就在这个国家中。这个国家的王族能够控制生育能力。
- 桑卡拉：一个港口城市，位于自由联邦和高地王国之间。
- 安沙撒：科力瓦是安沙撒的王家大法师，国家位于南方，有沙丘和帐篷。

## 人物
- 卡玛拉（Kamala）：以前是冈桑城的妓女。为获得力量和永生，成为埃撒鲁斯的学徒，学成后成为史上第一个女性法师。
- 格薇洛法（Gwynofar）：单顿的王后。Kierdwyn的公主。雷尔血脉最均衡的传承者，带领雷尔知道真相。
- 希德莉亚（Sideria）：桑卡拉的女王。本人是女巫，因法师不能帮助她成为长生的人，恐惧死亡转而与噬灵鸟结合，成为强大的噬灵鸟女王。她掌握着所有男性法师的私人物品，这些物品可以威胁到法师。
- 科力瓦（Colivar）：比大多数法师都古老，但是却以年轻人的外貌示人。他还记得许多人类和噬灵鸟战争时湮没的知识。他知道卡玛拉是女性法师。他第一个知道希德莉亚成为了噬灵鸟女王。
- 拉密鲁斯（Ramirus）：格薇洛法的法师顾问。曾经是单顿的顾问，因安铎万伪装自杀而被革职。